# لو فنگ
لو فنگ (انگلیسی: Lu Feng؛ زادهٔ ۱۲ نوامبر ۱۹۸۱) بازیکن فوتبال اهل چین بود.
از باشگاه‌هایی که در آن بازی کرده است می‌توان به باشگاه فوتبال لویانگ لونگمن اشاره کرد.
وی همچنین در تیم ملی فوتبال چین بازی کرده است.